# Waskom
Waskom város az Amerikai Egyesült Államok Texas államában, Harrison megyében. Lakosainak száma 1910 fő (2020. április 1.).

## Népesség
A település népességének változása:

| 2010 | 2 160 |
| 2020 | 1 910 |